# Горные леса Альберты
Го́рные леса́ Альбе́рты (англ. Alberta Mountain forests) — экологический регион умеренных хвойных лесов в Канаде.

## Окружение
Этот экорегион покрывает главную цепь Скалистых гор Альберты, включая восточные изолированные участки на Континентальных горных цепях. Почти полностью расположены в Альберте и по альберто-британоколумбийской границе на север от Банфа до Джаспера (Альберта) и парка дикой природы Каква. Это область ледников и высоких гор, покрытых лесом из высоких деревьев. Самые высокие вершины гор находятся около ледяного поля Колумбия — крупнейшего ледяного поля в Скалистых горах.
Горные долины характеризуются мягким климатом с тёплым, сухим летом и снежной зимой, но на склонах высоких гор климат более суровый. Средние температуры летом — +12 °C, зимой — −7 °C.